# 13 грудня
13 грудня — 347-й (348-й у високосному році) день року у григоріанському календарі. До кінця року залишається 18 днів.

## Свята і пам'ятні дні

### Міжнародні
- Міжнародний день скрипки[1].

### Національні
- Бразилія: День моряка.
- Мальта: День республіки.

### Релігійні

#### Західне християнство
- Пам'ять святих Антіоха Сулькідського[en], Луції Сиракузької, Оділії Ельзаської та Юдока[en].

#### Східне християнство[2]
- Пам'ять святих мучеників Євстратія, Євгенія, Авксентія, Мардарія й Ореста;
- Пам'ять святої Луції Сиракузької;
- Пам'ять преподобних Аркадія Новоторзького, Мардарія Затворника Києво-Печерського та Арсенія Латрійського;
- Пам'ять митрополита Молдавського Досифтея.

## Іменини
✝  Католицькі: Люція/Луцій, Оділія, Юдок.
✙ Православні: Авксентій, Аркадій, Арсеній, Дософтей, Євген, Євстрат/Євстратій, Лукія/Лукій, Мардарій, Орест.

## Події
- 1577 — англійська ескадра з 5 кораблів (164 члени екіпажу) на чолі з Френсісом Дрейком відпливла з Плімуту (Англія) для нападів на тихоокеанське узбережжя іспанських володінь у Новому Світі. Дрейк повернувся на батьківщину через 3 роки і став першим британцем, що здійснив навколосвітнє плавання, і першим капітаном, який очолював навколосвітню експедицію від її початку до завершення.
- 1577 — частина боярства проголосила Івана Підкову господарем (князем) Молдови. Сформував новий уряд — козаки Чапа, Бурла і Стефан стали маршалком, гетьманом і державним писарем.
- 1642 — голландський мореплавець Абель Тасман став першим європейцем, що відвідав групу островів у південній частині Тихого океану, відому сьогодні як Нова Зеландія. При спробі висадитись на берег тубільці вбили трьох матросів-голландців, сприйнявши звуковий сигнал з корабля як заклик до початку бою. Декілька тижнів перед тим Тасман відкрив біля узбережжя Австралії острів, названий ним Землею ван Дімена, а пізніше перейменований на честь мореплавця в Тасманію.
- 1769 — почалося перше концертне турне 13-річного Вольфганга Амадея Моцарта по Італії.
- 1913 — урочисте відкриття у Львові Національного музею, як власності української спільноти, організатором музею став митрополит Андрей Шептицький.
- 1917 — Курултай проголосив Кримську Народну Республіку.
- 1917 — Українська Центральна Рада офіційно утворила Повітряний флот.
- 1942 — футболіст паризького «Расінга» Стефан Станіс забив у матчі Кубка Франції 16 голів у ворота команди «Обрі» (світовий рекорд для професійного футболу). Матч закінчився з рахунком 32:0.
- 1958 — американські вчені провели запуск живої істоти в космос із поверненням. Мавпа Ґордо на борту ракети АМ-13 провела 15 хвилин в космосі, але, повернувшись на Землю, капсула з мавпою затонула в океані
- 1981 — остерігаючись щораз більшої популярності незалежного профспілкового об'єднання «Солідарність» і запобігаючи інтервенції в Польщу збройних сил СРСР, голова Ради Міністрів країни генерал Войцех Ярузельський ввів у Польщі воєнний стан. Він був призупинений 31 грудня 1982 і скасований 22 липня 1983.
- 1992 — в Единбурзі завершилась триденна зустріч 12 країн Європейського співтовариства, на котрій було прийнято компромісні рішення з усіх найважливіших спірних питань: сума внесків найбідніших країн — Іспанії, Ірландії, Греції і Португалії — була зменшена з урахуванням їх економічних можливостей, узгоджено ряд економічних заходів для подолання спаду економіки, а відмова Данії увійти у валютний Європейський Союз перестала бути перешкодою для подальшої інтеграції країни в об'єднану Європу.
- 1994 — у Массачусетському технологічному інституті (США) відбулась перша організаційна зустріч консорціуму World Wide Web (W3C), створеного як міжнародна асоціація для розробки і поширення уніфікованих протоколів передачі даних в інтернеті. Першим директором консорціуму було обрано піонера вебу англійця Тіма Бернерса-Лі.
- 2004 — Андрій Шевченко став володарем «Золотого м'яча»

## Народились
Дивись також Категорія:Народились 13 грудня
- 1553 — Генріх IV (+1610), король Франції з 1589, автор Нантського едикту.
- 1720 — Карло Ґоцці, італійський (венеційський) драматург і поет.
- 1740 — Опанас Шафонський, український лікар, історик, громадський діяч, один із засновників епідеміології в Російської Імперії.
- 1797 — Генріх Гейне, один з найбільш визначних німецьких поетів, публіцистів і критиків XIX століття.
- 1805 — Йоганн фон Ламонт, шотландсько-німецький астроном і геофізик.
- 1816 — Ернст Вернер фон Сіменс, німецький електротехнік, винахідник, засновник компанії «Сіменс».
- 1846 — Ярошенко Микола Олександрович, український маляр-жанрист і портретист, художник-передвижник.
- 1871 — Емілі Карр, канадська художниця і письменниця.
- 1877 — Микола Леонтович, український композитор, хоровий диригент, фольклорист, педагог, громадський діяч, автор всесвітньо відомої обробки «Щедрика» (Carol of the Bells).
- 1880 — Річард Шаєр, американський сценарист.
- 1893 — Микола Хвильовий, український прозаїк, поет, публіцист, один з основоположників пореволюційної української прози.
- 1901 — Микола Дужий, найстарший син сім'ї Дужих, підхорунжий УГА, секретар Головної Управи товариства «Просвіта», секретар президії УГВР.
- 1915 — Курд Юрґенс, німецький кіноактор («Шпигун, який мене кохав», «І Бог створив жінку», «Найдовший день»).
- 1923 — Антоні Тапіес, каталонський живописець, скульптор, один з найвідоміших європейських художників і скульпторів другої половини XX століття.
- 1925 — Михайло Ревуцький, український журналіст, письменник, лауреат літературно-мистецької премії імені Григорія Шабашкевича.
- 1926 — Ярослав Дашкевич, український історик.
- 1929 — Крістофер Пламмер, канадський театральний та теле-кіноактор.
- 1946 — Володимир Бистряков, український піаніст, композитор.
- 1957 — Стів Бушемі, американський актор кіно і телебачення, режисер.
- 1967 — Джеймі Фокс, американський актор та співак, учасник stand-up comedy.
- 1972 — Андрій Кебкало, український хірург, доктор медичних наук, професор кафедри хірургії Національної медичної академії післядипломної освіти імені П. Л. Шупика.
- 1981 — Емі Лі, американська співачка, солістка і співзасновник рок-гурту «Evanescence».
- 1984 — Аліна Вакаріу, румунська модель.
- 1989 — Тейлор Свіфт, американська співачка в стилі кантрі.

## Померли
Дивись також Категорія:Померли 13 грудня
- 1250 — Фрідріх II (нар. 26 грудня 1194), імператор Священної Римської імперії з 1220
- 1466 — Донателло, італійський скульптор епохи Відродження
- 1565 — Конрад Геснер, швейцарський природознавець і бібліограф, автор 5-томної зоологічної енциклопедії «Історія тварин» і першого універсального бібліографічного довідника «Загальна бібліотека».
- 1800 — Йосип де Рібас (Жозеп де Рíбас і Бойонс, Хосе де Рібас і Бойонс, Осип Михайлович Дерібас) — перший градоначальник Одеси, російський адмірал каталонського походження.
- 1918 — Андрій Заливчий, український політичний діяч і письменник.
- 1911 — Микола Бекетов, український фізико-хімік, професор кафедри хімії Харківського університету (1855—1887), започаткував харківську фізико-хімічну школу. Батько українського архітектора Олексія Бекетова. Брат ботаніка Андрія Бекетова
- 1947 — Микола Реріх, російський художник, філософ, археолог, мандрівник та письменник.
- 1963 — Василь Симоненко, український поет-«шістдесятник».
- 2009 — Пол Самуельсон, американський економіст, нобелівський лауреат (1970)
- 2012 — Василь Левкович, останній із живих полковників УПА.
- 2020 — Роман Кісь, український філософ, антрополог, етнолінгвіст і поет.